# Chrysocharis foliincolarum
Chrysocharis foliincolarum är en stekelart som först beskrevs av Christ 1791.  Chrysocharis foliincolarum ingår i släktet Chrysocharis och familjen finglanssteklar. Inga underarter finns listade i Catalogue of Life.